# Holmsjön (Torsåkers socken, Gästrikland)
Holmsjön är en sjö i Hofors kommun i Gästrikland och ingår i Gavleåns huvudavrinningsområde. Sjön är 10 meter djup, har en yta på 0,168 kvadratkilometer och är belägen 173,2 meter över havet.

## Delavrinningsområde
Holmsjön ingår i det delavrinningsområde (672007-151912) som SMHI kallar för Inloppet i Ängessjön. Medelhöjden är 180 meter över havet och ytan är 2,17 kvadratkilometer. Räknas de 11 avrinningsområdena uppströms in blir den ackumulerade arean 45,09 kvadratkilometer. Ängesån som avvattnar avrinningsområdet har biflödesordning 3, vilket innebär att vattnet flödar genom totalt 3 vattendrag innan det når havet efter 91 kilometer. Avrinningsområdet består mestadels av skog (80 procent). Avrinningsområdet har 0,17 kvadratkilometer vattenytor vilket ger det en sjöprocent på 7,7 procent.